# Macropodidae
Los canguros (Macropodidae) son una familia de mamíferos marsupiales del orden Diprotodontia compuesta  por un gran número de géneros. Incluye a los canguros, ualabíes y especies afines. El término "canguro" se usa en sentido amplio para todo el grupo, aunque es más frecuente su uso para las especies de mayor tamaño
La mayoría de especies son terrestres y se desplazan a saltos cuando corren. Hay unas pocas especies que son principalmente de vida arborícola (género Dendrolagus) y que son torpes en tierra. Los macropódidos son exclusivamente herbívoros.

## Géneros y especies
- Género †Watutia
- Género †Dorcopsoides
- Género †Kurrabi

Subfamilia †Bulungamayinae
- Género †Ganguroo

Subfamilia Lagostrophinae
- Género Lagostrophus (ualabíes)
  - Lagostrophus fasciatus
- Género †Tjukuru[2]
- Género †Troposodon

Subfamilia †Sthenurinae
- Género †Sthenurus
- Género †Procoptodon
- Género †Hadronomas
- Género †Eosthenurus

Subfamilia †Balbarinae
- Género †Nambaroo
- Género †Wururoo
- Género †Ganawamaya
- Género †Balbaroo
- Género †Silvaroo

Subfamilia Macropodinae
- Género †Prionotemnus
- Género †Congruus
- Género †Baringa
- Género †Bohra
- Género †Synaptodon
- Género †Fissuridon
- Género †Protemnodon

- Género Dendrolagus (canguros arborícolas)
  - Dendrolagus bennettianus
  - Dendrolagus matschiei
  - Dendrolagus goodfellowi
  - Dendrolagus inustus
  - Dendrolagus dorianus
  - Dendrolagus mbaiso
  - Dendrolagus ursinus
  - Dendrolagus pulcherrimus
  - Dendrolagus scottae

- Género Dorcopsis (dorcopsis)
  - Dorcopsis atrata
  - Dorcopsis hageni
  - Dorcopsis luctuosa
  - Dorcopsis muelleri

- Género Dorcopsulus
  - Dorcopsulus macleayi
  - Dorcopsulus vaheurni

- Género Lagorchestes (ualabíes)
  - †Lagorchestes asomatus
  - Lagorchestes conspicillatus
  - Lagorchestes hirsutus
  - †Lagorchestes leporides

- Género Macropus (ualabíes, canguros y ualarúes)
  - Macropus agilis
  - Macropus antilopinus
  - Macropus bernardus
  - Macropus dorsalis
  - Macropus eugenii
  - Macropus fuliginosus
  - Macropus giganteus
  - †Macropus greyi
  - Macropus irma
  - Macropus parma
  - Macropus parryi
  - Macropus robustus
  - Macropus rufogriseus
  - Macropus rufus

- Género Onychogalea (ualabíes de rabo pelado)
  - Onychogalea fraenata
  - †Onychogalea lunata
  - Onychogalea unguifera

- Género Petrogale (ualabíes rupestres)
  - Petrogale brachyotis
  - Petrogale burbidgei
  - Petrogale concinna
  - Petrogale persephone
  - Petrogale rothschildi
  - Petrogale xanthopus
  - Petrogale assimilis
  - Petrogale coenensis
  - Petrogale godmani
  - Petrogale herberti
  - Petrogale inornata
  - Petrogale lateralis
  - Petrogale mareeba
  - Petrogale penicillata
  - Petrogale purpureicollis
  - Petrogale sharmani

- Género Setonix
  - Setonix brachyurus

- Género Thylogale (pademelones)
  - Thylogale billardierii
  - Thylogale browni
  - Thylogale brunii
  - Thylogale stigmatica

- Género Wallabia
  - Wallabia bicolor